# セントラル・ディビジョン (NHL)
セントラルディビジョン (Central Division) は、NHL、ウェスタン・カンファレンスの地区の一つ。

## 現在の所属チーム
2013-14シーズンからNHLはカンファレンス編成を2つのディビジョンに再編され、2025年現在次の8チームが所属している。
- シカゴ・ブラックホークス
- コロラド・アバランチ
- ダラス・スターズ
- ミネソタ・ワイルド
- ナッシュビル・プレデターズ
- セントルイス・ブルース
- ユタ・マンモス
- ウィニペグ・ジェッツ

## チーム別優勝回数
| チーム                         | 優勝回数 | 最近優勝したシーズン |
| ------------------------------ | -------- | -------------------- |
| デトロイト・レッドウィングス   | 13       | 2011                 |
| ダラス・スターズ               | 4        | 2024                 |
| セントルイス・ブルース         | 4        | 2020                 |
| シカゴ・ブラックホークス       | 3        | 2017                 |
| コロラド・アバランチ           | 3        | 2023                 |
| ナッシュビル・プレデターズ     | 2        | 2019                 |
| カロライナ・ハリケーンズ       | 1        | 2021                 |
| ウィニペグ・ジェッツ           | 1        | 2025                 |
| アリゾナ・コヨーテズ(前身含む) | -        | -                    |
| コロンバス・ブルージャケッツ   | -        | -                    |
| フロリダ・パンサーズ           | -        | -                    |
| ミネソタ・ワイルド             | -        | -                    |
| タンパベイ・ライトニング       | -        | -                    |
| トロント・メープルリーフス     | -        | -                    |
| ユタ・マンモス                 | -        | -                    |